# حفل توزيع جوائز الغولدن غلوب التاسع
حفل توزيع جوائز الغولدن غلوب التاسع هو حفل لتكريم أفضل الأعمال السينمائية لعام 1951، جرى تنظيمه في 21 فبراير 1952.

## الفائزين والمرشحين
يشير إلى أن الشخص أو الفيلم حصل على جائزة الأوسكار لنفس الفئة.
| الفئة                              | الفائزين والمرشحين                                       |
| ---------------------------------- | -------------------------------------------------------- |
| أفضل فيلم - دراما                  | مكان في الشمس                                            |
| أفضل فيلم - دراما                  | قصة محقق                                                 |
| أفضل فيلم - دراما                  | نصر مشرق                                                 |
| أفضل فيلم - دراما                  | الوضع الراهن                                             |
| أفضل فيلم - دراما                  | عربة اسمها الرغبة                                        |
| أفضل فيلم - موسيقي أو كوميدي       | أمريكي في باريس                                          |
| أفضل مخرج                          | لازلو بينيدك — موت بائع متجول                            |
| أفضل مخرج                          | فنسنت مينيلي — أمريكي في باريس                           |
| أفضل مخرج                          | جورج ستيفنز — مكان في الشمس                              |
| أفضل ممثل - فيلم دراما             | فريدريك مارج — موت بائع متجول; بدور ويليام "ويلي" لومان. |
| أفضل ممثل - فيلم دراما             | كيرك دوغلاس — قصة محقق; بدور المحقق جيم ماكليود.         |
| أفضل ممثل - فيلم دراما             | آرثر كينيدي — نصر مشرق; بدور جيمس ماكليود.               |
| أفضل ممثلة - فيلم دراما            | جين وايمان — The Blue Veil; بدور لولو ميسون.             |
| أفضل ممثلة - فيلم دراما            | فيفيان لي — عربة اسمها الرغبة; بدور بلانش دوبوا.         |
| أفضل ممثلة - فيلم دراما            | شيلي وينترز — مكان في الشمس; بدور أليس تريب.             |
| أفضل ممثل - فيلم موسيقي أو كوميدي  | داني كاي — On the Riviera; بدور جاك مارتن / هنري دوران.  |
| أفضل ممثل - فيلم موسيقي أو كوميدي  | بينغ كروسبي — ها قد أتى العروس; بدور بيت غارفي.          |
| أفضل ممثل - فيلم موسيقي أو كوميدي  | جين كيلي — أمريكي في باريس; بدور جيري موليغان.           |
| أفضل ممثلة - فيلم موسيقي أو كوميدي | جون أليسون — Too Young to Kiss; بدور سينثيا بوتر.        |
| أفضل ممثل مساعد                    | بيتر أوستينوف — الوضع الراهن; بدور نيرون.                |
| أفضل ممثلة مساعدة                  | كيم هنتر — عربة اسمها الرغبة; بدور ستيلا كوفالسكي.       |
| أفضل ممثلة مساعدة                  | لي غرانت — قصة محقق; بدور سارق المتجر.                   |
| أفضل ممثلة مساعدة                  | ثيلما ريتر — The Mating Season; بدور إلين مكنيلتي.       |
| نجم السنة الصاعد                   | كيفين مكارثي — موت بائع متجول; بدور بيف لومان.           |
| نجمة السنة الصاعدة                 | بيير أنجيلي — Teresa; بدور تيريزا روسو.                  |
| أفضل سيناريو                       | نصر مشرق — روبرت بكنر.                                   |
| أفضل موسيقى تصويرية أصلية          | September Affair — فيكتور يونغ                           |
| أفضل موسيقى تصويرية أصلية          | اليوم الذي تبقى فيه الأرض صامدة — بيرنارد هيرمان         |
| أفضل موسيقى تصويرية أصلية          | البئر — ديميتري توامكين                                  |
| أفضل تصوير سينمائي (أبيض وأسود)    | موت بائع متجول — فرانز بلانر                             |
| أفضل تصوير سينمائي (أبيض وأسود)    | قرار ما قبل الفجر — فرانز بلانر                          |
| أفضل تصوير سينمائي (أبيض وأسود)    | مكان في الشمس — ويليام سي. ميلور                         |
| أفضل تصوير سينمائي (ملون)          | الوضع الراهن — ويليام في. سكال                           |

## روابط خارجية
- حفل توزيع جوائز الغولدن غلوب التاسع على موقع IMDb (الإنجليزية)